# جان إيتارد
جان مارك غاسبار إيتار (بالفرنسية: Jean-Marc-Gaspard Itard)‏ (24 أبريل 1775 - 5 يوليو 1838)، طبيب ومعلم فرنسي، متخصص في التعامل مع الأطفال الصم.

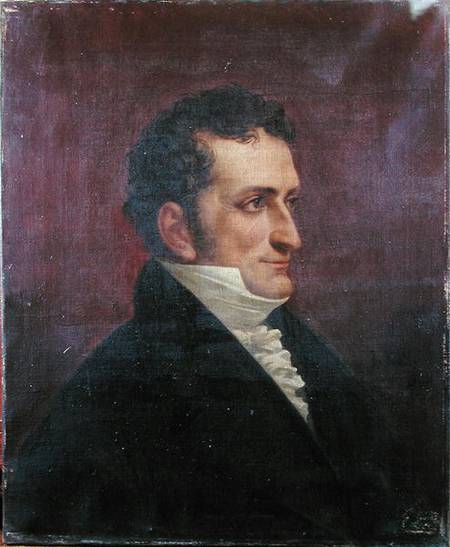

## روابط خارجية
- جان إيتارد على موقع الموسوعة البريطانية (الإنجليزية)